# One Shot Disco
One Shot Disco è una compilation-cofanetto della collana One Shot della Universal Music, contenente alcuni successi disco pop degli anni '70.

## One Shot Disco (CD 1)
| Traccia | Artista                              | Titolo                                                                  | Durata |
| ------- | ------------------------------------ | ----------------------------------------------------------------------- | ------ |
| 1       | Gloria Gaynor                        | I Will Survive                                                          | 8.03   |
| 2       | Patrick Juvet                        | I Love America                                                          | 5.47   |
| 3       | Rose Royce                           | Car Wash                                                                | 5.06   |
| 4       | Teri De Sario                        | Ain't Nothin Gonna Keep Me From You                                     | 6.31   |
| 5       | Leon Haywood                         | Don't Push It Don't Force It                                            | 5.27   |
| 6       | Peaches & Herb                       | Shake Your Groove Thing                                                 | 5.32   |
| 7       | Rufus feat. Chaka Khan               | Any Love                                                                | 4.52   |
| 8       | Le Pamplemousse                      | Le Spank                                                                | 6.11   |
| 9       | Gloria Scott                         | Just As Long As We're Together (In My Life There Will Never Be Another) | 2.45   |
| 10      | Manu Dibango                         | Soul Makossa                                                            | 4.25   |
| 11      | Van McCoy & The Soul City Symphony   | The Hustle                                                              | 4.02   |
| 12      | Santa Esmeralda starring Leroy Gomez | Don't Le Me Be Misunderstood/Esmeralda Suite                            | 16.09  |

## One Shot Disco (CD 2)
| Traccia | Artista                    | Titolo                                    | Durata |
| ------- | -------------------------- | ----------------------------------------- | ------ |
| 1       | Barry White                | You're The First, The Last, My Everything | 4.33   |
| 2       | Alicia Bridges             | I Love the Nightlife (Disco 'Round)       | 5.32   |
| 3       | Debbie Jacobs              | Don't You Want My Love                    | 7.55   |
| 4       | Grace Jones                | Sorry                                     | 3.59   |
| 5       | Kool & The Gang            | Ladies Night                              | 6.38   |
| 6       | El Coco                    | Cocomotion                                | 5.55   |
| 7       | Atlantic Starr             | (Let's) Rock and Roll                     | 3.37   |
| 8       | Patti Brooks               | After Dark                                | 7.49   |
| 9       | Paul Jabara                | Pleasure Island                           | 4.47   |
| 10      | Brenda and The Tabulations | Let's Go All The Way (Down)               | 7.19   |
| 11      | Bohannon                   | Let's Start the Dance                     | 5.51   |
| 12      | Marvin Gaye                | A Funky Space Reincarnation               | 8.17   |

## One Shot Disco (CD 3)
| Traccia | Artista         | Titolo                  | Durata |
| ------- | --------------- | ----------------------- | ------ |
| 1       | Thelma Houston  | Don't Leave Me This Way | 5.39   |
| 2       | Diana Ross      | Upside Down             | 4.05   |
| 3       | The Commodores  | Lady (You Bring Me Up)  | 4.00   |
| 4       | Oliver Cheatham | Get Down Saturday Night | 4.02   |
| 5       | The Gap Band    | Oops Upside Your Head   | 4.50   |
| 6       | Roy Ayers       | Fever (Remix)           | 6.12   |
| 7       | Ohio Players    | Fire                    | 4.30   |
| 8       | Johnny Bristol  | Hang On In There Baby   | 3.49   |
| 9       | Ritchie Family  | Put Your Feet The Beat  | 6.58   |
| 10      | Jim Capaldi     | Shoe Shine              | 5.36   |
| 11      | Skatt Bros.     | Walk the Night          | 5.24   |
| 12      | Donna Summer    | Love To Love You Baby   | 16.49  |

## One Shot Disco (CD 4)
| Traccia | Artista                         | Titolo                          | Durata |
| ------- | ------------------------------- | ------------------------------- | ------ |
| 1       | The Love Unlimited Orchestra    | Loves Theme                     | 4.08   |
| 2       | Yvonne Elliman                  | If I Can't Have You             | 2.57   |
| 3       | Lipps Inc.                      | Funkytown                       | 7.48   |
| 4       | Edwin Starr                     | Contact                         | 3.31   |
| 5       | The Pointer Sisters             | Yes We Can Can                  | 6.01   |
| 6       | Peoples Choice                  | You Ought To Be Dancing         | 6.14   |
| 7       | Stephanie Mills                 | What Cha Gonna Do With My Lovin | 8.03   |
| 8       | Tamiko Jones                    | Can't Live Without Your Love    | 7.20   |
| 9       | Gregg Diamond And Bionic Boogie | Fess Up To The Boogie           | 5.23   |
| 10      | Chakachas                       | Hungle Fever                    | 4.21   |
| 11      | Giorgio Moroder                 | Chase                           | 8.23   |
| 12      | Parlet                          | Pleasure Principle              | 9.04   |

## One Shot Disco (CD 5)
| Traccia | Artista                | Titolo                                          | Durata |
| ------- | ---------------------- | ----------------------------------------------- | ------ |
| 1       | The Brothers Johnson   | Stomp!                                          | 6.18   |
| 2       | Rick James             | Super Freak                                     | 7.06   |
| 3       | Bonnie Pointer         | Heaven Must Have Sent You                       | 4.06   |
| 4       | Meco                   | Star Wars Theme/Cantina Band                    | 7.34   |
| 5       | Cameo                  | Find My Way                                     | 4.58   |
| 6       | Love And Kisses        | Thank God Its Friday                            | 7.40   |
| 7       | The Afternoon Delights | General Hospi-Tale                              | 5.07   |
| 8       | The Jackson 5          | Dancing Machine                                 | 3.27   |
| 9       | The Originals          | Down To Love Town                               | 5.54   |
| 10      | Parliament             | Tear The Roof off The Sucker (Give Up The Funk) | 5.45   |
| 11      | Starpoint              | I Just Wanna Dance With You                     | 5.01   |
| 12      | Ultimate               | Touch Me Baby/Love Is The Ultimate              | 10.35  |